# Frank Hebben
Frank Hebben (* 1975 in Neuss) ist ein deutscher Science-Fiction-Autor.
Frank Hebben studierte an der Heinrich-Heine-Universität Düsseldorf Germanistik und Philosophie, ist Magister und Technischer Redakteur (tekom). Er arbeitete als Werbetexter in Düsseldorf (u. a. bei BBDO Proximity) und Bielefeld. Heute lebt er in Bielefeld, arbeitet in Paderborn und veröffentlicht Novellen, Gedichtsbände und Kurzgeschichten unter anderem in den Zeitschriften c’t, Phantastisch! und Nova, bei der er zeitweise auch als Mitherausgeber fungierte.

## Bücher
- Prothesengötter. Erzählungen. Wurdack-Verlag, Nittendorf 2008, ISBN 978-3-938065-35-8.
- Maschinenkinder. Erzählungen. Shayol-Verlag, Berlin 2012, ISBN 978-3-943279-07-8.
- Das Lied der Grammophonbäume. Erzählungen. Begedia-Verlag, Mülheim an der Ruhr 2013, ISBN 978-3-943795-46-2.
- Oubliette. Gedichte, Illustrationen von Christian Edler und Cornelius Ibs-von-Seht. Begedia-Verlag, Mülheim an der Ruhr 2014, ISBN 978-3-95777-000-4.
- Der Algorithmus des Meeres. Novelle, Nachwort von Karla Schmidt. Begedia-Verlag, Mülheim an der Ruhr 2015, ISBN 978-3-95777-049-3.
- Im Nebel kein Wort. Novelle, Nachwort von Karsten Kruschel. Begedia-Verlag, Mülheim an der Ruhr 2016, ISBN 978-3-95777-093-6.
- Die Fugen einer Stadt. Gedichte, Illustrationen von Nicolaj Djatschenko. Begedia-Verlag, Mülheim an der Ruhr 2017, ISBN 978-3-95777-080-6.
- Vampirnovelle. Novelle, Nachwort von Karla Schmidt. Begedia-Verlag, Mülheim an der Ruhr 2019, ISBN 978-3-95777-120-9.
- Elektroteufel. Erzählungen. Begedia-Verlag, Mülheim an der Ruhr 2020, ISBN 978-3-95777-109-4.

## Als Herausgeber
- mit André Skora: Fieberglasträume. Kybernetische Kurzgeschichten. Begedia-Verlag, Mülheim an der Ruhr 2013, ISBN 978-3-943795-40-0. (Beiträge u. a. von Michael K. Iwoleit, Sven Klöpping, Niklas Peinecke, Christian Günther, Ingo Schulze, Jan-Tobias Kitzel und David Grashoff)
- mit André Skora und Armin Rößler: Tiefraumphasen. Begedia-Verlag, Mülheim an der Ruhr 2014, ISBN 978-3-95777-006-6. (Vorwort von Michael K. Iwoleit; mit Beiträgen u. a. von Karla Schmidt, Karsten Kruschel, Niklas Peinecke, Christian Günther, Andreas Winterer und Jan-Tobias Kitzel).
- mit André Skora und Armin Rößler: Gamer. Begedia-Verlag, Mülheim an der Ruhr 2016, ISBN 978-3-95777-070-7. (Vorwort von Constantin Gillies; mit Beiträgen u. a. von Christian Günther, Niklas Peinecke, Uwe Post, Andreas Winterer, Michael K. Iwoleit und Thorsten Küper).
- mit André Skora und Armin Rößler: Elvis hat das Gebäude verlassen. Begedia-Verlag, Mülheim an der Ruhr 2019, ISBN 978-3-95777-117-9. (Beiträge u. a. von Anja Bagus, Mario H. Steinmetz, Christian Vogt, Peter Hohmann, Kay Noa und Thorsten Küper).

## Auszeichnung
- 2019 Kurd-Laßwitz-Preis für die Weiterführung der Herausgeberschaft von Nova